# Melissa (számítógépes vírus)
A Melissa egy számítógépes vírus volt, amelyet 1999. március 26-án jelentettek meg. A vírus a Microsoft Word és Microsoft Outlook alapú rendszereket támadta meg, és jelentős adatforgalmat halmozott fel. A vírus e-mailen keresztül fertőzte meg a számítógépeket. A levél címe a következő volt: "Important Message From" (Fontos üzenet), ezt követte a felhasználónév. Ha a levélre kattintottak, ez az üzenet jelent meg: "Here's that document you asked for. Don't show anyone else ;)" (jelentése: "Itt ez az üzenet, amit kértél. Ne mutasd meg senkinek"). Ehhez volt csatolva egy Word dokumentum, amely pornóoldalak listáját, és a hozzájuk tartozó belépési kulcsokat tartalmazta. Ezt követően a vírus elküldte ezt a levelet az első 50 személynek, akik a felhasználó kapcsolatlistáján szerepeltek. A Melissa ezt követően deaktiválta a Microsoft Word és a Microsoft Outlook biztonsági funkcióit.
A vírust David L. Smith terjesztette 1999. március 26-án.
1999. április 1-jén Smith-et New Jersey-ben letartóztatták, az FBI, a New Jersey Állami Rendőrség, a Monmouth Internet, egy svéd számítógépes tudós és mások együttműködésével, illetve 80 millió dollárra büntették az okozott károk miatt.
1999. december 10-én Smith bevallotta, hogy ő terjesztette a vírust.
2002. május 1-jén húsz hónapnyi börtönbüntetésre és 5000 dolláros bírságra ítélték.